# 애비게일 필모어

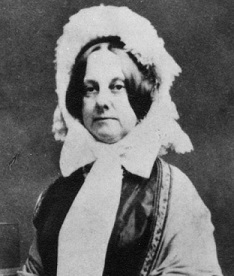

애비게일 필모어(Abigail Fillmore, 성씨는 Powers, 1798년 3월 13일 – 1853년 3월 30일), Millard Fillmore 대통령의 부인은 1850년부터 1853년까지 미국의 영부인이었다. 16세에 학교 교사로 일하기 시작했다. 2살 후배인 밀러드 필모어(Millard Fillmore)를 학생으로 맞이했다. 그녀는 1826년 결혼한 후 1828년 아들 밀러드 파워스 필모어(Millard Powers Fillmore)가 태어날 때까지 가르치는 일을 계속했다. 그녀는 뉴욕주 버펄로 (뉴욕주)에 살았고, 그녀의 남편은 뉴욕주 올버니 (뉴욕주)와 워싱턴 D.C.에서 정치 경력을 쌓았다. 이 도시에서 그와 함께 지역 사회 생활에 참여했다. 그녀는 남편이 휘그당 (미국) 대통령 후보로 당선된 후 1849년 미국의 두 번째 부인이 되었고, 남편이 대통령직을 계승한 후 1850년에 미국의 영부인이 되었다.
영부인으로서 필모어의 가장 주목할만한 업적은 최초의 백악관 도서관 건립이었다. 그녀는 평생 동안 문학을 좋아했으며 책 없이는 집에서 살기를 거부했다. 도서관은 백악관에서 인기 있는 응접실이 되었고, 문학 살롱 (사교계)의 본거지로도 기능했다. 그녀는 대통령직의 정치적 측면에도 관여했으며 남편은 국정에 대해 종종 그녀의 의견을 구했다. 백악관 여주인 역할에는 관심을 덜 가졌고, 이동성을 제한하는 발목 부상을 포함하여 직무의 일부를 수행하지 못하게 하는 질병으로 고통 받았다. 그녀의 사회적 책임 중 많은 부분이 딸 메리 애비게일 필모어(Mary Abigail Fillmore)에게 위임되었다. 필모어는 영부인 임기가 끝난 지 불과 몇 주 뒤인 1853년 폐렴으로 사망했다. 그녀는 역사적 관심을 거의 받지 못했다. 그녀는 가장 알려지지 않은 영부인 중 한 명으로 간주되며 그녀의 서신 대부분이 손실되었다.